# 1913 en littérature
| Années de la littérature : 1910 - 1911 - 1912 - 1913 - 1914 - 1915 - 1916    |
| Décennies de la littérature : 1880 - 1890 - 1900 - 1910 - 1920 - 1930 - 1940 |

Cet article présente les faits marquants de l'année 1913 en littérature.

## Presse
- Fondation de Pudjangga Baru (L’écrivain nouveau), revue mensuelle en malais.
- 21 décembre : Publication des premiers mots croisés dans un magazine américain, le « New York World ».

## Théâtre
- 12 juin : La Pisanelle ou la Mort parfumée, pièce de Gabriele D'Annunzio.
- Ouverture du théâtre du Vieux-Colombier fondé par Jacques Copeau (Dullin, Louis Jouvet, Tessier…).

## Parutions

### Essais
- Gustave Flaubert : Dictionnaire des idées reçues (posthume)
- Frantz Funck-Brentano, Les brigands, Hachette et Cie, 330 p.
- Edmund Husserl (philosophe allemand), Idées directrices pour une phénoménologie.
- Alfred Marquiset, Romieu et Courchamps (biographies), éd. Emile-Paul Frères
- Charles Péguy, L'Argent
- André Siegfried, Tableau politique de la France de l'Ouest sous la Troisième République.
- Staline écrit, à la demande de Lénine, le Marxisme et la question nationale.

### Poésie
1. Guillaume Apollinaire, Alcools (avril)
2. Andreï Biély, Pétersbourg.
3. Blaise Cendrars, La Prose du Transsibérien et de la Petite Jehanne de France (juin).
4. Ossip Mandelstam, Pierre.
5. Charles Péguy, La Tapisserie de Notre-Dame.
6. Rozanov, Feuilles tombées.

### Romans

#### Auteurs francophones
- Roger Martin du Gard, Jean Barois.
- Maurice Barrès, La Colline inspirée (février).
- Colette, L’Entrave (octobre).
- Alain-Fournier, Le Grand Meaulnes, NRF
- Louis Hémon, Maria Chapdelaine
- Octave Mirbeau, Dingo (roman).
- Marcel Proust, Du côté de chez Swann (novembre), qui commence le cycle romanesque À la recherche du temps perdu, dont la publication s'échelonne jusqu'en 1927.
- Jules Romains, Les Copains.
- Louis Pergaud : Le Roman de Miraut.

#### Auteurs traduits
- Arthur Conan Doyle (anglais), La Ceinture empoisonnée (The Poison Belt).
- Maxime Gorki (russe), L’Enfance.
- Hermann Hesse (allemand), Robert Aghion.
- Bernhard Kellermann (allemand), Le Tunnel, édition allemande.
- Rabindranath Tagore (indien, bengali), Gitanjali, édition anglaise.
- David Herbert Lawrence (anglais), Amants et Fils (Sons and Lovers).
- Jack London (américain) :
Le Cabaret de la dernière chance.
La Vallée de la lune.

### Hors-genre
Valery Larbaud, A.O.Barnabooth, Ses Œuvres complètes c’est-à-dire un Conte, ses Poésies et son Journal Intime.

## Prix littéraires
- 10 décembre : Le poète indien Rabindranath Tagore reçoit le Prix Nobel de littérature.
- Prix Goncourt : Le Peuple de la mer de Marc Elder
- Prix Femina : La Statue voilée de Camille Marbo

## Principales naissances
- 24 février : Emmanuil Kazakevitch, écrivain et poète soviétique († 22 septembre 1962).
- 27 mars : Alexandre Iachine écrivain soviétique de langue russe († 11 juillet 1968).
- 26 mai : Pierre Daninos, écrivain et humoriste français († 7 janvier 2005).
- 26 juin : Aimé Césaire, écrivain, poète et homme politique français († 17 avril 2008).
- 10 août : Charlotte Delbo, écrivaine et résistante déportée française († 1er mars 1985).
- 16 septembre : Félicien Marceau, écrivain français d'origine belge († 7 mars 2012).
- 10 octobre : Claude Simon, écrivain français, prix Nobel de littérature 1985 († 6 juillet 2005).
- 7 novembre : Albert Camus, écrivain français († 4 janvier 1960).
- 6 décembre : Sergueï Zalyguine, écrivain et journaliste soviétique († 19 avril 2000).

## Principaux décès
- 22 février, Ferdinand de Saussure (1857-1913), linguiste suisse.